# Horacio Cabrera Sifontes
Horacio Cabrera Sifontes (Maracaibo, 1910 - Tumeremo 1995) fue un político, historiador, cineasta y escritor Venezolano conocido por su labor como gobernador interino del Estado Bolívar tras el derrocamiento de Marcos Pérez Jiménez en 1958, y sus múltiples trabajos sobre la historia y geografía de la Guayana Venezolana.

## Vida privada

### Infancia
Hijo de Valentín Cabrera Nier y Mercedes Sifontes, se crio entre la islaTrinidad (colonia británica de Trinidad y Tobago) y la hacienda  azucarera de su familia en este de Bolívar; su padrino fue el historiador Bartolomé Tavera Acosta. Se educó en las Antillas donde aprendió inglés y francés.

### Descendencia
Solo tuvo una hija de su primer matrimonio con Raquel María Finol Ortega en la ciudad de Maracaibo, Stella Mercedes Cabrera Finol fue criada por la familia de su madre luego del divorcio y exilio de su padre. Stella llegaría a ser elegida como la primera Presidenta de la Asamblea Legislativa del Estado Bolívar.
De su segundo matrimonio con Antonia Ludovina Gamarra tuvo dos hijos, Tibisay Cabrera Gamarra (nacida en 1946) y Horacio Cabrera Gamarra (nacido en 1947).

## Carrera profesional
Desde muy joven se interesó por la política, especialmente por la influencia de la oposición al gobierno de Juan Vicente Gómez. Tras su primer matrimonio se mudaría a Caracas para trabajar como traductor en periódicos tales como: El Heraldo y La Esfera.
Se unió al complot del “Dancing del Hipódromo” que no prosperaría y sería arrestado en 1931 y llevado a La Rotunda donde se convirtió en preso político hasta ser exiliado a la colonia británica de Trinidad y Tobago (actual Trinidad y Tobago) junto con Jóvito Villalva el 6 de diciembre de 1934. Volvería a Venezuela luego de la muerte de Gómez hasta mudarse a Bogotá en 1937. Tras esto se muda a California donde decide estudiar ingeniería de sonido y contribuiría en la producción de la película venezolana "Joropo". En Estados Unidos conoce a Rómulo Gallegos en medio de sus exploraciones cinematográficas y más adelante le llevaría a ser nombrado gobernador interino del Estado Bolívar. De momento no tenía interés en regresar a Venezuela, pero luego de las declaraciones del gobierno de Isaías Medina Angarita. Se muda de regreso a la Guayana donde se dedica a los Toros Coleados y la importación de caballos en 1946. En 1949 el gobernador José Barceló Vidal lo nombra vocero de la junta municipal de Heres. Al dedicarse al sector agropecuario se convierte en presidente de la Asociación de Ganaderos del estado hasta 1954.

## Gobernación (1958-1959)
En 1958 se instaura la Junta Patriótica en la que se le nombra como Gobernador Interino del estado Bolívar. Durante su gestión se promovió la concretración de obras públicas. El 3 de agosto dictó un Decreto N.º 269 disponiendo la construcción del Puente sobre el Orinoco, entre Ciudad Bolívar y Soledad, Anzoategui; la construcción se confirió a la compañía alemana DEMAG. se realizó un acto de firma del decreto donde participaron los gobernadores de ambos estados y los alcaldes de los municipios del proyecto. En su gobierno también se decretó la construcción de la carretera Upata-El Manteco y la creación del conservatorio “Carlos Afanador Real”. Decretó el duelo por la muerte del exgobernador del Estado Bolívar Mario Briceño Iragorri (1943-45). Luego de renunciar a su cargo Diego Heredia Hernández de URD lo sucedió. Luego de su gobernación fue elegido en 1963 como senador independiente del Estado Bolívar para el periodo 1964-1968 en el cual defendería la reclamación Venezolana de la Guayana Esequiba, que culminaría en la firma del Acuerdo de Ginebra en 1966.

## Libros
Además de sus publicaciones periodísticas se dedicó a la historiografía del sur de Venezuela así como a la de su propia familia.
Algunos de estos trabajos son:
- Caracamacate - 1937
- La Guayana Esequiba - 1970
- La Rubiera - 1972
- El Conde Cattaneo - 1975
- La verdad del Lago Parima - 1979
- Guayana y el Mocho Hernández - 1980
- Nuestros Linderos con Brasil - 1982
- El Tigre de Madre-Viejo 1985
- El Abuelo -1988 (Biografía de su abuelo Domingo Sifontes)